# Overmenneske
Overmennesket (tysk Übermensch, engelsk superman) er et filosofisk begreb.
Som overmenneske betegnes et idealmenneske, som er vokset fra et "normalt" menneskes almindelige liv.
Begrebet er med forskellig betydning blevet brugt af bl.a. J.G. Herder, Goethe og den indiske filosof Sri Aurobindo, men det er klart mest kendt fra Friedrich Nietzsches værker.

## Nietzsches overmenneske
Nietzsche er som nævnt meget kendt for at have visionen om overmennesket som en stor del af sin filosofi. En god beskrivelse af hvad tanken går ud på får man i hans hovedværk således talte zarathustra:
| „ | 'Jeg lærer jer om overmennesket. Mennesket er noget, der skal overvindes. Hvad har I gjort for at overvinde det? [...] I har gjort vejen fra kryb til menneske, og meget i jer er endnu kryb. Engang var I aber, og endnu i dag er mennesket mere abe end nogen abe. [...] Mennesket er en line udspændt mellem dyr og menneske - en line over en afgrund. En farefuld overgang, en farefuld færd, et farefuldt øjekast tilbage, en farefuld skælven og standsen op. Det, der er stort ved mennesket er, at det er en bro og ikke et formål: det, der er elskeligt ved mennesket, er, at det er en overgang og en undergang. | “ |

Nogle har tænkt at hovedpersonen Zarathustra fra bogen selv skulle være et eksempel på et overmenneske. Men om dette skriver Zarathustra:
| „ | Jeg elsker alle dem, der er som små tunge dråber, der falder én for én fra den mørke sky, der hænger over menneskene: de bebuder lynets komme og går som bebudere til grunde. Se, jeg er en bebuder af lunet og en tung dråbe fra skyen: men dette lyn hedder overmenneske. | “ |

Nietzsche var en filosof der lagde stor vægt på menneskets åndelige liv, så at nå overmennesket handler meget om at overvinde sig selv, snarere end at overvinde andre, og at finde styrken i sig selv.